# Nickel(II) fluoride
Niken(II) fluoride là một hợp chất hóa học vô cơ, có thành phần chính là hai nguyên tố niken và flo, với công thức hóa học được quy định là NiF2. Hợp chất này là một hợp chất ion của niken và flo, tồn tại dưới hình dạng những tinh thể màu hơi vàng đến xanh lá. Không giống như nhiều hợp chất fluoride khác, niken(II) fluoride rất có tính ổn định trong không khí.

## Điều chế
Niken(II) fluoride được điều chế bằng cách cho hợp chất niken(II) chloride dạng khan tác dụng với khí flo ở nhiệt độ 350 ℃:
NiCl2 + F2 → NiF2 + Cl2↑
Phản ứng tương tự của hợp chất coban(II) chloride dẫn đến quá trình oxy hóa coban, trong khi đó niken vẫn ở trạng thái oxy hóa +2 sau quá trình flo hóa vì trạng thái oxy hóa +3 không ổn định. Chloride dễ bị oxy hóa hơn niken(II). Đây là một phản ứng thế halogen điển hình, trong đó một halogen cộng với hợp chất halogen có ít hoạt tính hơn làm cho halogen đó hoạt động bị giảm đi hoạt tính và hợp chất chứa gốc halogen trở nên hoạt tính hơn.
Hợp chất niken(II) fluoride cũng được sản xuất khi khí flo phản ứng với kim loại niken.

## Hợp chất khác
- NiF2 tác dụng với NH3 tạo ra một số hợp chất amin, như chất rắn màu lục NiF2·NH3·H2O[4], tinh thể màu lục nhạt 5NiF2·6NH3·8H2O (không tan trong nước lạnh, phản ứng với nước nóng)[5], chất rắn có màu gần giống với kim loại NiF2·3NH3[6], chất rắn màu xanh dương NiF2·5NH3·H2O[7] hay chất rắn màu chàm NiF2·6NH3 (tan ít trong nước).[8]
- NiF2 tác dụng với N2H4 tạo ra muối đihydrazin NiF2·2N2H4·3H2O là tinh thể màu lục lam, có tính nổ; khối lượng riêng ở 20 °C (68 °F; 293 K) là 3,0124 g/cm³,[9] NiF2·2,6N2H4 và NiF2·3N2H4 đều là chất rắn màu đỏ tím.[10]
- NiF2 còn tạo một số hợp chất với CS(NH2)2, như NiF2·4CS(NH2)2 là chất rắn màu xanh dương đậm.[11]